# フローリン記号
フローリン記号（フローリンきごう、ƒ）は、フローリン(florin)もしくはギルダー(guilder)・グルデン(gulden)という名前の通貨を表す通貨記号である。
"ƒ"という記号はラテンアルファベットのƑ（フック付きF）の小文字である。Unicodeでは通貨記号としては独立のコードを割り当てられておらず、U+0192 ƒ latin small letter f with hook (HTML: &#402; &fnof;)（小文字のフック付きF）に「フローリン記号(florin currency symbol)」の別名がつけられている。多くのセリフ体フォントでは、フック付きでない通常の小文字のfのイタリック体( f )で代用される。
フローリン記号を通貨記号とする通貨には、以下のものがある。
現行
- アルバ・フロリン

廃止
- フローリン金貨（1533年まで）
- オランダ領東インド・ギルダー（英語版）（1954年まで）
- オランダ・ギルダー（2002年まで）
- スリナム・ギルダー（英語版）（2004年まで）
- アンティル・ギルダー（2025年まで）

## 符号位置
| 記号 | Unicode | JIS X 0213 | 文字参照              | 名称                |
| ---- | ------- | ---------- | --------------------- | ------------------- |
| ƒ    | U+0192  | -          | &fnof; &#x192; &#402; | 小文字のフック付きF |